# Janneby
Janneby er en landsby og kommune beliggende cirka 20 kilometer sydvest for Flensborg ved forbundsvejen 200 i Sydslesvig. Administrativt hører kommunen under Slesvig-Flensborg kreds i den tyske delstat Slesvig-Holsten. Kommunen samarbejder på administrativt plan med andre kommuner i omegnen i Eggebæk kommunefællesskab (Amt Eggebek). Til kommunen hører også Gravlund (Gravelund), Janneby Mark (Jannebyfeld) og Sønder Toldhus el. bare Toldhuset (Süderzollhaus). I kirkelig henseende hører Janneby under Jørl Sogn (Hjørdel Sogn). Sognet lå i Ugle Herred (Flensborg Amt), da Slesvig var dansk indtil 1864.
Janneby er første gang nævnt 1462 som Janebu. Stednavnet henføres til personnavnet Jan eller Janne, et kortform for Johannes. På ældre dansk findes også formen Janby. 
Sønder Toldhus går tilbage til en kro beliggende ved chauseen til Flensborg. Kroen fik navn af den vejtold, der her hævedes, efter at en den nye vej 1496 var lagt over mosen. Kroen lå på Gammelby Mark, der oprindelig hørte under Jørl Sogn, men som senere kom under Vanderup Sogn.
Kommunen er landbrugspræget.